# De maanvos
De maanvos is een hoorspel van Walter Oberer. Der Mondfuchs werd op 20 oktober 1957 uitgezonden door de Süddeutscher Rundfunk. De AVRO bracht het op maandag 28 september 1959. De vertaling was van J. van der Burg en de regisseur was Dick van Putten. Het hoorspel duurde 56 minuten.

## Rolbezetting
- Enny Mols-de Leeuwe (Isabelle)
- Wam Heskes (Gabriel)
- Tonny Foletta (Michel)
- Irene Poorter (Toinette)
- Paul van der Lek (Yves, de melkboer)
- Huib Orizand (Georges, de bakker)
- Piet te Nuyl sr. (Sébastien)
- Thom Hakker (Frédéric, de tuinman)
- Nora Boerman (Madame Lutte)
- Miep van den Berg (Madame Fradel)
- Rien van Noppen (brigadier Bouffe)
- Sylvain Poons (Monsieur Palot)
- Nel Snel (Madame Escarcot)
- Dries Krijn (Philippe, haar man)
- Tine Medema (Madame Piatte)
- Daan van Ollefen (Monsieur Maphny)
- Jo Vischer jr. (de burgemeester)

## Inhoud
Isabelle leeft in een vissersdorpje aan de Côte d´Azur. Haar lang gekoesterde wens gaat in vervulling als op een dag een vreemdeling haar huis betreedt. Ze ziet in hem de man die voor haar is voorbestemd en vergeet met hem tijd en omgeving. De dorpsbewoners, die aan het gewone leven en aan de conventie verkleefd zijn, gaan tussen Isabelle en de vreemdeling staan. Hun actie tegen de "indringer" mislukt evenwel. Ze wordt tot hulde voor Isabelle en voor de geheimzinnige macht van de liefde, die geen conventie erkent…